# Barry Fitzgerald
Barry Fitzgerald (Dublin, 10 de março de 1888 — Dublin, 14 de janeiro de 1961) foi um ator de cinema e teatro irlandês. Foi premiado com o Oscar de melhor ator coadjuvante em 1945 por sua atuação no filme O Bom Pastor. Nessa mesma cerimônia, ele foi nomeado ainda para o Oscar de melhor ator pelo mesmo papel, sendo o único artista a conseguir receber duas nomeações pelo mesmo trabalho em apenas uma cerimônia.
Isso fez com que a Academia de Artes e Ciências Cinematográficas estabelecesse a regra que afirma que um ator ou atriz não pode receber várias nomeações pelo mesmo trabalho, introduzida em 1944.

## Filmografia parcial
- Juno and the Paycock (1930)
- The Plough and the Stars (1936)
- Ebb Tide (1937)
- Bringing Up Baby (1938)
- Four Men and a Prayer (1938)
- Marie Antoinette (1938) (não creditado)
- The Dawn Patrol (1938)
- Pacific Liner (1939)
- The Saint Strikes Back (1939)
- Full Confession (1939)
- The Long Voyage Home (1940)
- San Francisco Docks (1940)
- The Sea Wolf (1941)
- How Green Was My Valley (1941)
- Tarzan's Secret Treasure (1941)
- The Amazing Mrs. Holliday (1943)
- Corvette K-225 (1943)
- Going My Way (1944)
- I Love a Soldier (1944)
- None But the Lonely Heart (1944)
- Incendiary Blonde (1945)
- Duffy's Tavern (1945)
- And Then There Were None (1945)
- The Stork Club (1945)
- Two Years Before the Mast (1946)
- Califórnia (1946)
- Easy Come, Easy Go (1947)
- Welcome Stranger (1947)
- The Naked City (1948)
- The Sainted Sisters (1948)
- Miss Tatlock's Millions (1948)
- Top o' the Morning (1949)
- The Story of Seabiscuit (1949)
- Union Station (1950)
- Silver City (1951)
- Ha da venì... don Calogero! (1952)
- The Quiet Man (1952) (br: Depois do Vendaval)
- Tonight's the Night (filme) (1954)
- The Catered Affair (1956) (br: A Festa do Casamento)
- Rooney (1958)
- Broth of a Boy (1959)
- Cradle of Genius (1961)